# Benetton Group
Die Benetton Group S.r.l. (italienische Aussprache: [benetˈton]) ist ein italienisches Unternehmen für Konfektionsmode mit Sitz in Ponzano Veneto. Ihre Produkte werden in rund 3800 Ladengeschäften in 81 Ländern verkauft.
Sie gehört zur Holding Edizione S.p.a. der Benetton-Familie, in der neben der Benetton Group auch Beteiligungen an unter anderem Infrastruktur-, Immobilien- und Finanzunternehmen zusammengefasst sind.

## Geschichte

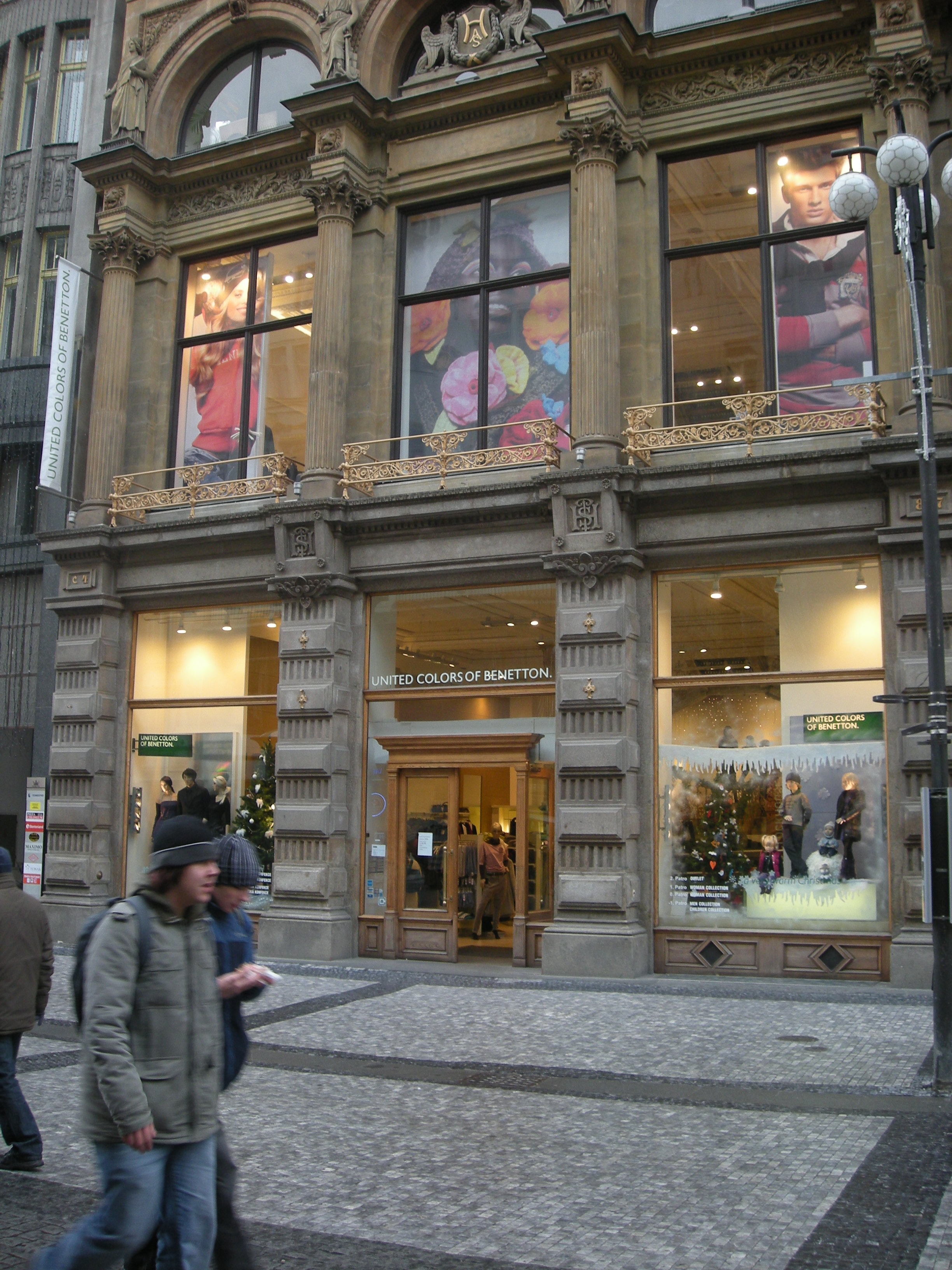
Benetton-Filiale in Prag (2009)

Nachdem der Vater der Benetton-Familie im Krieg gefallen war, mussten die Geschwister Luciano und Giuliana (* 1937) schon früh zum Lebensunterhalt der Familie beitragen. Luciano war in Textillagern tätig und verkaufte Hemden, Giuliana strickte Pullover für einen Bekleidungshersteller in Treviso. Ab 1955 verkauften sie daneben auch einige von Giulianas farbenfrohen Pullovern nach eigenem Entwurf an die Läden in der Gegend. Schon bald widmeten sie sich ganz deren Produktion mithilfe einiger gebraucht erworbener Strickmaschinen, für deren Instandhaltung ihr Bruder Carlo (1943–2018) zuständig war. 1965 gründeten die drei zusammen mit dem Bruder Gilberto (1941–2018) eine offene Handelsgesellschaft mit Namen Maglificio di Ponzano Veneto, die eine Strickwarenfabrik in Ponzano Veneto betrieb. 1966 eröffneten sie das erste Geschäft in Belluno und 1969 die erste ausländische Filiale in Paris.
1972 entstand die Marke Jean’s West, zwei Jahre später wurde die ursprünglich französische Marke Sisley in das Portfolio der Marken von Benetton aufgenommen. 1973 wurde das Unternehmen in die Kommanditgesellschaft Maglierie Benetton di G. Benetton e C. umgewandelt. 1978 wurde mit der Benetton S.p.A. die erste Aktiengesellschaft eingerichtet. Ende der 1970er-Jahre gingen 60 Prozent der Produktion in den Export, auch in die zahlreichen in dieser Zeit eröffneten Benetton-Läden in deutschen Großstädten. Die erste Filiale in New York City wurde 1980 in der Madison Avenue eröffnet, 1982 die erste Filiale in Tokio.
1980 erwarb Benetton zwei Fabriken in Monzambano und Quattro Castella. 1981 wurden erneut neue Strukturen geschaffen, in Form von vier operativen Unternehmen (Nuova Benetton, Benetton Lana, Benetton Cotton und Benetton Jean’s) und der Holding Invep als Muttergesellschaft. Aus Invep wird später die Benetton Group, während die im selben Jahr gegründete Kommanditgesellschaft auf Aktien Ragione di G. Benetton & C. SApA später zur Holding Edizione Srl wird. Sie ist heute nicht nur hundertprozentige Eigentümerin der Benetton Group, sondern besitzt auch Anteile an Unternehmen wie Autogrill, Mundys, Getlink und Cellnex. Benetton vergab in dieser Zeit auch Lizenzen zur Produktion von Uhren, Brillen, Kosmetikprodukten und weiteren Accessoires.
1982 engagierte Benetton den Modefotografen Oliviero Toscani, die sozialkritischen Werbekampagnen mit dessen Bildern machten die Modemarke international bekannt. Erste Plakate zeigten unter dem Slogan „All the colours of the world“ in bunte Benetton-Pullover gekleidete Kinder aller Hautfarben. Ab 1989 änderte Benetton den Markennamen Benetton in United Colors of Benetton.
In den Jahren 1986 bis 1989 ging die Benetton Group an die Börsen Mailand, Frankfurt am Main und New York City (ehemalige ISIN IT0003106777), die sie jedoch 2012 wieder verließ. 1987 wurde die Benetton-Stiftung für Studien und Forschung begründet und der Internationale Preis „Carlo Scarpa“ eingerichtet. In den 1990er Jahren erlebte die Expansion des Benetton-Kleidungsgeschäfts einen Höhepunkt, mit über 7.000 Filialen, überwiegend im Franchise-Modell, in 120 Ländern und einem Umsatz von zwei Milliarden Euro.
Im Jahr 2008 schied Luciano Benetton aus dem Verwaltungsrat der Benetton Group aus. Von 2012 bis 2016 war sein Sohn Alessandro Benetton Teil des Vorstands, 2012 bis 2014 Vorstandsvorsitzender. Anfang 2018 kehrte Luciano Benetton, ebenso wie Giuliana Benetton, nach zwei verlustreichen Jahren als Exekutivpräsident zur Benetton Group zurück. Auch Oliviero Toscani wurde wieder als Kreativdirektor engagiert, jedoch im Februar 2020 wieder entlassen.
Carlo Benetton starb im Juli 2018 im Alter von 74 Jahren. Im Oktober 2018 starb auch Gilberto Benetton im Alter von 77 Jahren. Im April 2020 berief die Benetton Group Massimo Renon als neuen CEO, um den von Luciano Benetton 2018 angestoßenen Reformprozess weiterzuführen. Im Mai 2024 kündigte Luciano Benetton an, die Konzernführung zu verlassen.
Nach dem Ausscheiden von Massimo Renon wurde im Jahr 2024 Claudio Sforza zum Geschäftsführer der Benetton-Gruppe und Christian Coco zum Präsidenten ernannt.

## Marken

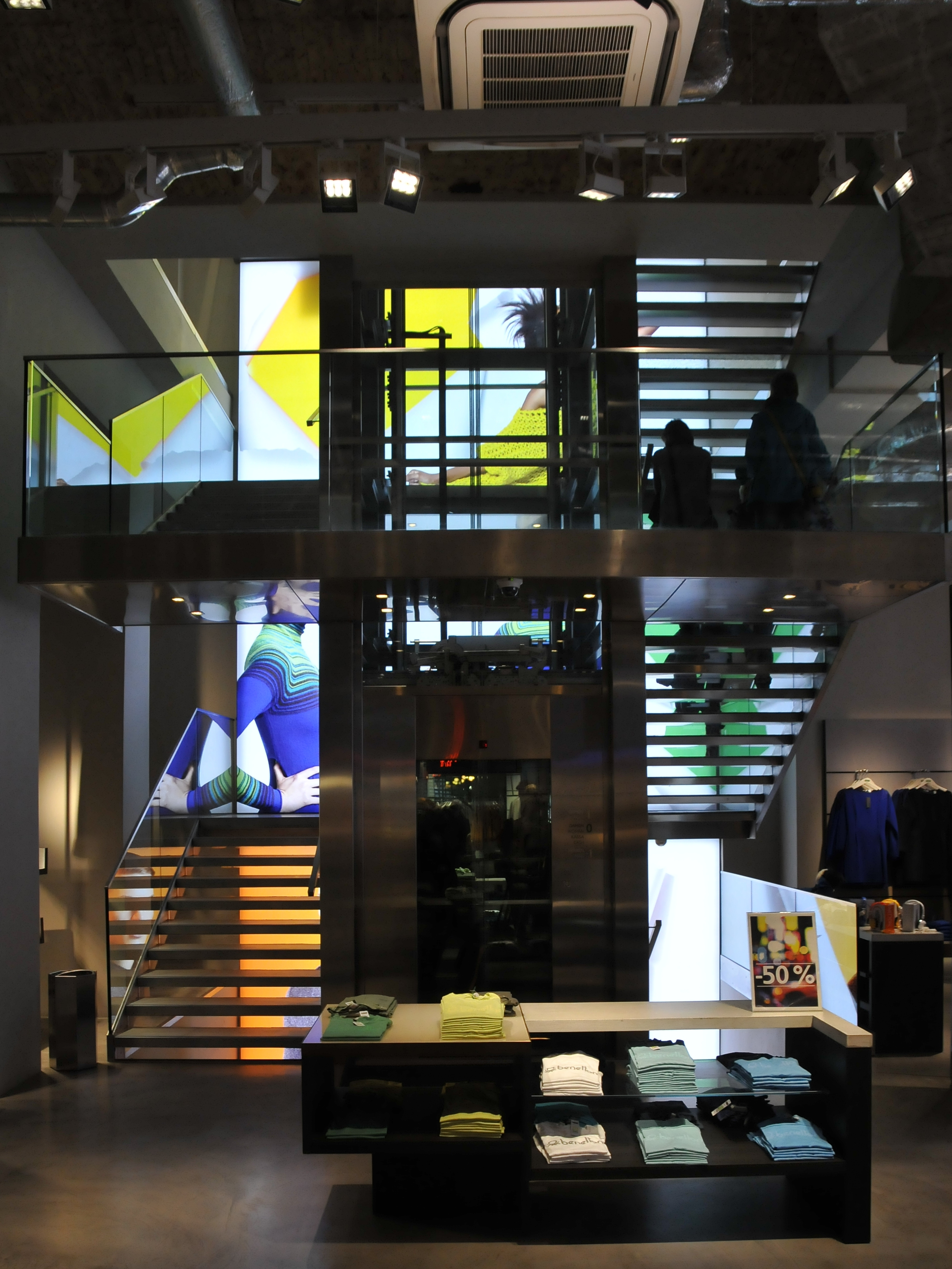
Benetton Megastore in Wien (2012)

Das Unternehmen war seit den 1990er-Jahren Inhaber zahlreicher Marken, entschied jedoch Ende 2013, sich auf die Hauptmarken Benetton und Sisley konzentrieren zu wollen und die übrigen Marken, darunter Playlife, Jean’s West und Killer Loop, entweder einzustellen oder zu veräußern.
United Colors of Benetton, kurz Benetton, ist eine globale Marke für Damen- und Herrenmode im mittleren Preissegment. Die Marke Undercolors of Benetton vereinigt das Angebot von modischer Unterwäsche, Schlafbekleidung und Accessoires für Damen, Herren und Kinder. Sisley ist vor allem auf trendorientierte Kleidungsmode für Damen und Herren sowie Kinder (Sisley Young) fokussiert.
Die Marke Playlife, mit Geschäften vorwiegend im südeuropäischen Raum, setzte auf Damen- und Herren-Mode im Freizeitstil. Jean’s West bediente das denimbasierte Freizeitmoden-Segment für Damen und Herren. Das Label Anthology of Cotton konzentrierte sich auf funktionale Damen-Sportswear. Killer Loop war ein Streetwear-Label. 1989 erwarb die Benetton Group den italienischen Skistiefel-Hersteller Nordica. 1991 kaufte der Konzern über Nordica einen 50-prozentigen Anteil am amerikanischen Inlineskates-Hersteller Rollerblade. Nordica und Rollerblade wurden 2004 ebenfalls verkauft. Die amerikanische Tennis-Marke Prince Sports, Inc., zu welcher auch die Badminton-Marke Ektelon gehörte, wurde 1990 von der Benetton Group erworben und 2003 wieder abgestoßen.

## Werbekampagnen
In den 1980er-Jahren machten kontroverse, preisgekrönte Werbekampagnen in Zusammenarbeit mit Oliviero Toscani Benetton weltbekannt. Die Kampagnen thematisierten verschiedene sozialkritische Themen, so etwa den an AIDS sterbenden David Kirby, das blutige Hemd mit dem Einschussloch eines im Bosnienkrieg gefallenen Soldaten, eine ein weißes Baby stillende schwarze Frau, ein schwarzer Mann mit abgehackter Hand und einer notdürftigen, in einem Löffel endenden Prothese, eine einen Priester küssende Nonne, Gesichter von zum Tode Verurteilten sowie ein Gesäß mit der Tätowierung „HIV-positiv“.
Die Kampagnen sorgten für Empörung und wurden kontrovers diskutiert. Magazine lehnten ab, Anzeigen zu drucken, Ladenbesitzer nahmen Benetton aus dem Sortiment. 1985 wurde die Benetton-Werbung jedoch mit dem „Grand Prix de la Publicité Presse Magazine“ und dem „Grand Prix de la Communication Pubblicitaire“ ausgezeichnet. Benetton sagte über die Kampagnen: „Benettons Kampagnen haben es geschafft, die Mauer der Gleichgültigkeit einzureißen und dazu beigetragen, die Wahrnehmung universeller Probleme unter den Bürgern der Welt zu erhöhen.“ Die juristische Auseinandersetzung um manche der Werbemotive führte zu den Benetton-Entscheidungen.
2011 zog die Benetton Group nach Protesten des Vatikans eine Fotomontage zurück, in denen eine Kussszene zwischen Papst Benedikt XVI. und dem Imam Ahmed al-Tajjeb zu sehen war. In der Reihe wurden ebenso Küsse von Barack Obama mit seinem damaligen chinesischen Kollegen Hu Jintao sowie zwischen Israels Ministerpräsident Benjamin Netanjahu und Palästinenserpräsident Mahmud Abbas abgebildet.
An die soziale Thematik der Werbekampagnen schloss Benetton im September 2012 mit der Kampagne Unemployee of the Year an. Mit der Kampagne, auf dessen Plakaten junge Leute in Anzug zu sehen waren, wollte das Unternehmen darauf aufmerksam machen, dass weltweit mehr als 100 Millionen Jugendliche zwischen 15 und 29 Jahren nicht in einem festen Beruf tätig sind. Mit dieser Kampagne rief das Unternehmen zusammen mit der Unhate-Stiftung zu einem Wettbewerb auf. Es wurden junge Menschen zwischen 18 und 30 Jahren gesucht, die mit kreativen Projekten überzeugen. 100 Ideen der weltweit eingesendeten Vorschläge werden mit je 5.000 Euro unterstützt.

## Geschäftssitz

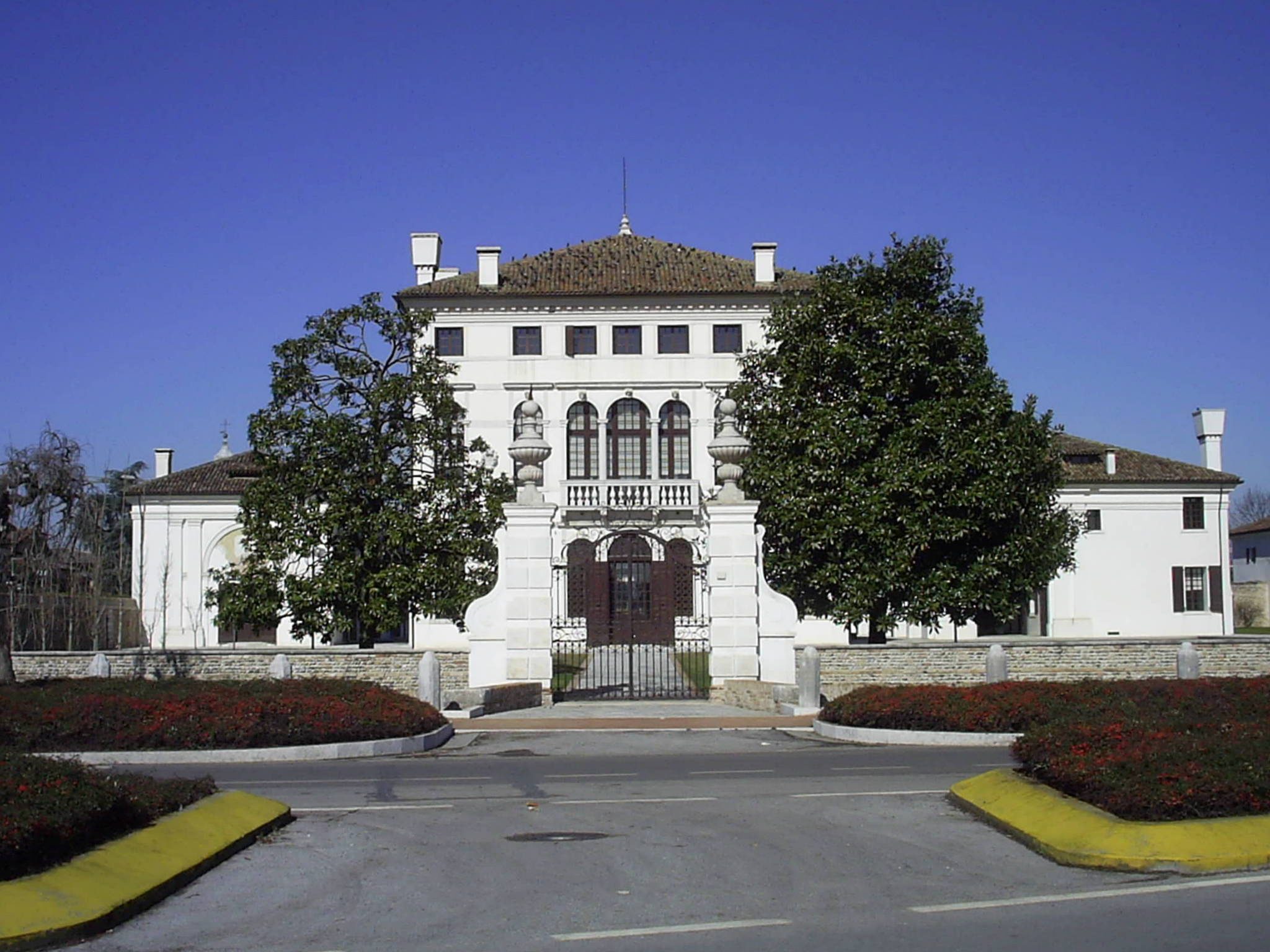
Villa Minelli

Hauptquartier der Benetton Group ist seit der Mitte der 1980er Jahre die Villa Minelli in Ponzano Veneto bei Treviso etwa 30 Kilometer nordwestlich von Venedig. Die Villa Minelli ist ein Gebäudekomplex aus dem 16. Jahrhundert. Sie wurde 1969 von der Benetton Group erworben und unter der Leitung der Architekten Afra und Tobia Scarpa restauriert. Insgesamt dauerten die Adaptierung und Renovierung mehr als fünfzehn Jahre.

## Fabrica
Fabrica ist ein 1994 von Benetton gegründetes Zentrum für Kommunikationsforschung. Es liegt in einem historischen Gebäudekomplex in Treviso, der von Tadao Ando restauriert wurde. 1991 debütierte das von Luciano Benetton und Oliviero Toscani gegründete Foto- und Kulturmagazin Colors, das seit 1994 von der Fabrica herausgegeben wird. Im Frühjahr 2010 unterstützte Fabrica den Wahlkampf des neuen Präsidenten der Region Venetien, Luca Zaia (Lega Nord).

## Sport-Sponsoring

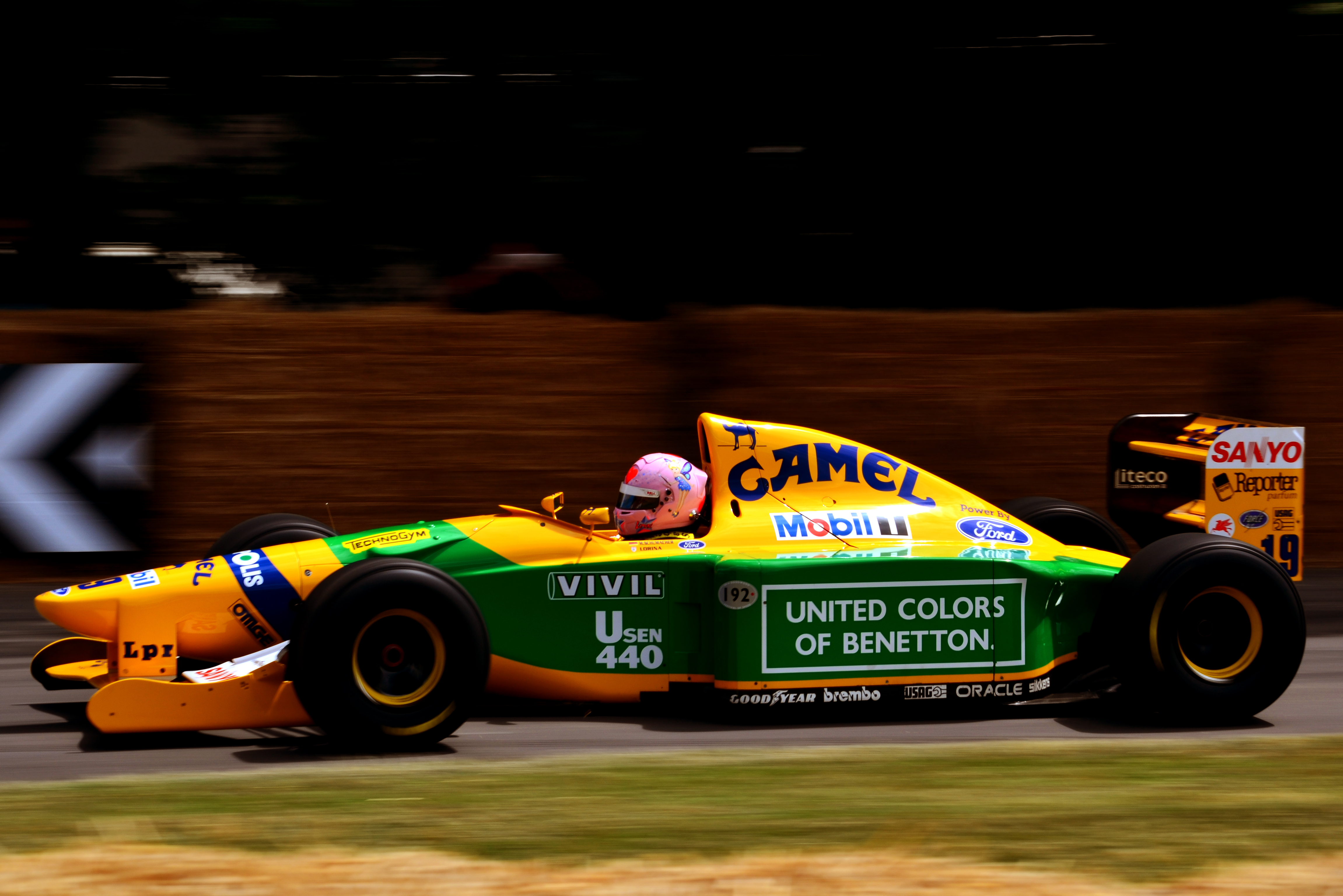
Benetton B192 von 1992

1979 kaufte Benetton den 1932 gegründeten und mittlerweile nach dem Unternehmen umbenannten Rugby-Verein Benetton Rugby Treviso. Bis 2010 spielte dieser in der italienischen Profiliga Super 10, wechselte danach jedoch in die höhere und international ausgetragene Meisterschaft Pro 12.
1983 sponserte Benetton in der Formel 1 das Team Tyrrell. Von 1986 bis 2000 betrieb Benetton nach Übernahme von Toleman den eigenen Rennstall Benetton Formula Limited. Michael Schumacher begann seine Formel-1-Karriere 1991 bei Jordan, ehe er im Laufe der Saison zu Benetton wechselte und 1994 und 1995 Weltmeister wurde. 1995 gewann Benetton zudem auch die Konstrukteurs-Weltmeisterschaft.  Nachdem Flavio Briatore und David Richards das Team 1997 und 1998 verlassen hatten, übernahm Rocco Benetton die Geschäftsleitung, ehe Benetton den Rennstall im Jahr 2000 an Renault verkaufte.
Der Basketball-Club Pallacanestro Treviso gehörte ebenfalls lange Zeit zu Benetton und hieß von 1981 bis 2011 Benetton Treviso.

## Kritik

### Arbeitsbedingungen in Billiglohnländern
Die Nichtregierungsorganisation Erklärung von Bern verglich 2010 mittels Umfragen und Internetrecherchen bei 77 Modelabels die Standards der Arbeitsbedingungen in Produktionsländern. Benetton wurde dabei in die zweitschlechteste Kategorie „Nachlässige“ von fünf Kategorien eingestuft.
Laut dem Schwarzbuch Markenfirmen lässt Benetton Group, wie praktisch alle multinationalen Textilmarken, seine Kleidungsstücke zu niedrigsten Löhnen und unter miserablen Arbeitsbedingungen in Billiglohnländern herstellen. Im April 2013 kam es in Bangladesch zum Einsturz einer Textilfabrik in Sabhar mit 1127 Toten und 2438 Verletzten. Gesetzliche Regelungen waren in der Fabrik nicht eingehalten worden. Auch Benetton hatte dort produzieren lassen. Laut Angaben der Clean Clothes Campaign weigerte sich Benetton auch ein Jahr nach dem Unglück den Überlebenden und Hinterbliebenen des Einsturzes eine angemessene Entschädigung zu bezahlen.

### Vertreibungen in Argentinien
Das Unternehmen Benetton besitzt seit 1991 über 900.000 Hektar Land in Patagonien im südlichen Argentinien. Das Land, das sich nun im Besitz des Konzerns befindet, war Eigentum der Mapuche, die von diesem Land gewaltsam vertrieben wurden. Die Ländereien waren 1896 von Präsident José Evaristo Uriburu an Privatleute verschenkt worden, ohne dass die Rechte der Mapuche berücksichtigt wurden. Nach diversen Besitzerwechseln erstand ein zur Benetton-Group gehörendes Unternehmen die Ländereien im Jahre 1991. Die Mapuche-Indianer sehen sich als rechtmäßige Besitzer dieses Landes und liegen mit Benetton seit Jahren ergebnislos vor Gericht im Streit. Benetton zäunt das Land ein und versperrt den Mapuche damit den Zugang zu ihren angestammten Feldern, Weideflächen und teils auch Wohnplätzen. Angestellte von Benetton attackierten im Mai 2018 gemeinsam mit der argentinischen Polizei gewaltsam Mapuche in Chubut, in unmittelbarer Nähe der Stelle, an der der Aktivist Santiago Maldonado von Regierungskräften entführt und ermordet worden war.

### Position zur russischen Invasion in die Ukraine
Laut einer Studie der Yale University, die den Rückzug ausländischer Unternehmen vom russischen Markt analysiert, erhielt die Benetton-Gruppe die schlechteste Bewertung, ein „F“. Dies weist darauf hin, dass das Unternehmen keine Schritte unternommen hat, um den russischen Markt zu verlassen, und dort weiterhin „business as usual“ betreibt. Gleichzeitig fand die Changing Markets Foundation Beweise dafür, dass die Benetton-Gruppe russisches Öl für ihre Polyesterprodukte verwendet. Sie ist das einzige untersuchte Unternehmen, das beides tut: russisches Öl für seine Produkte nutzt und weiterhin auf dem russischen Markt aktiv bleibt.